# 検疫所
検疫所（けんえきしょ、英語: Quarantine Station）とは、海外から感染症や病害虫などが持ち込まれたり、また持ち出されることを防ぐ「検疫」を行う機関。
以下、日本国内における人の検疫業務を行う厚生労働省の施設等機関である検疫所について記述する。動植物の検疫は農林水産省消費・安全局所管の植物防疫所（植物）及び動物検疫所（動物）を参照。

## 概要
- 厚生労働省の施設等機関であり、健康・生活衛生局が所管する。

- 厚生労働省組織規則、第二節施設等機関、第一款検疫所、別表第一に規定のとおり、全国に計105箇所設置されている。

- 小樽港、塩釜港、成田国際空港、東京港、横浜港、新潟港、名古屋港、大阪港、関西国際空港、神戸港、広島港、博多港、那覇港に検疫所を設け、検疫法・感染症の予防及び感染症の患者に対する医療に関する法律・食品衛生法などに基づき、入国者や輸入食品に対する検疫業務を行う。
- 所管課：健康局結核感染症課／医薬・生活衛生局生活衛生・食品安全企画課検疫所業務管理室
- イメージキャラクターは、クアラン[1]。

## 組織体制
全国の主要な海港・空港に本所、支所、出張所が設置されている。
感染症の流入を未然に防護するため、また、国内に流通する輸入食品の安全性確保、審査及び検査を行う等、水際の第一線で輸入食品を監視するために、全国の検疫所には検疫官（食品衛生監視員を含む）が配置されている。
| 本所                                   | 支所・有人検疫所                                               | 所在地                                                         | 出張対応検疫所     |
| -------------------------------------- | -------------------------------------------------------------- | -------------------------------------------------------------- | ------------------ |
| 小樽検疫所                             | 小樽検疫所                                                     | 小樽市港町5番2号 小樽地方合同庁舎1階                           | 留萌・石狩出張所   |
|                                        | 千歳空港検疫所支所                                             | 千歳市美々 新千歳空港内                                        | 苫小牧出張所       |
| 室蘭出張所                             | 千歳空港検疫所支所                                             | 千歳市美々 新千歳空港内                                        |                    |
| 稚内出張所                             | 稚内市開運2丁目2番1号 稚内港湾合同庁舎1階                      | -                                                              |                    |
| 旭川空港出張所                         | 上川郡東神楽町東2線16号98番地 旭川空港ビル                     | 紋別出張所                                                     |                    |
| 釧路出張所                             | 釧路市南浜町5番9号 釧路港湾合同庁舎2階                         | 網走出張所                                                     |                    |
| 釧路出張所                             | 釧路市南浜町5番9号 釧路港湾合同庁舎2階                         | 花咲出張所                                                     |                    |
| 函館空港出張所                         | 函館市高松町511番地                                            | 函館出張所                                                     |                    |
| 仙台検疫所                             | 仙台検疫所                                                     | 塩釜市貞山通3丁目4番1号 塩釜港湾合同庁舎                       | 石巻出張所         |
|                                        | 仙台空港検疫所支所                                             | 名取市下増田字南原                                             | -                  |
| 青森出張所                             | 青森市青柳1-1-2                                                | 八戸出張所                                                     |                    |
| 青森出張所                             | 青森市青柳1-1-2                                                | 青森空港出張所                                                 |                    |
| 花巻空港出張所                         | 花巻市東宮野目第二地割53番地                                   | 宮古出張所                                                     |                    |
| 花巻空港出張所                         | 花巻市東宮野目第二地割53番地                                   | 釜石出張所                                                     |                    |
| 花巻空港出張所                         | 花巻市東宮野目第二地割53番地                                   | 大船渡・気仙沼出張所                                           |                    |
| 秋田船川出張所                         | 秋田市土崎港西1-7-35                                           | 秋田空港出張所                                                 |                    |
| 秋田船川出張所                         | 秋田市土崎港西1-7-35                                           | 酒田出張所                                                     |                    |
| 福島空港出張所                         | 石川郡玉川村大字北須釜字鎺田21                                 | 小名浜出張所                                                   |                    |
| 成田空港検疫所                         | 成田空港検疫所                                                 | 成田市古込字古込1番地1 第2旅客ターミナルビル                   | -                  |
| 東京検疫所                             | 東京検疫所                                                     | 江東区青海2丁目7番11号 東京港湾合同庁舎8                       | 小笠原出張所       |
|                                        | 食品監視第二課                                                 | 船橋市潮見町32-5 船橋港湾合同庁舎3階                           | -                  |
| 千葉検疫所支所                         | 千葉市中央区中央港1-12-2 千葉港湾合同庁舎1階                   | 木更津出張所                                                   |                    |
| 羽田空港検疫所支所                     | 庶務課・検疫衛生課：大田区羽田空港2丁目6番4号 羽田空港CIQ棟2階 | -                                                              |                    |
| 羽田空港検疫所支所                     | 食品監視課：大田区羽田空港2丁目6番3号 羽田空港貨物合同庁舎3階  | -                                                              |                    |
| 川崎検疫所支所                         | 川崎市川崎区東扇島6-10 かわさきファズ物流センター管理棟2階     | -                                                              |                    |
| 茨城空港出張所                         | 小美玉市与沢1601-55 茨城空港ターミナルビル内                   | 鹿島出張所                                                     |                    |
| 茨城空港出張所                         | 小美玉市与沢1601-55 茨城空港ターミナルビル内                   | 日立出張所                                                     |                    |
| 横浜検疫所                             | 横浜検疫所                                                     | 横浜市中区新港1丁目6番1号 よこはま新港合同庁舎6階              | 横須賀・三崎出張所 |
| 新潟検疫所                             | 新潟検疫所                                                     | 新潟市中央区竜が島1丁目5番4号 新潟港湾合同庁舎2階              | -                  |
|                                        | 新潟空港出張所                                                 | 新潟市東区松浜町3710番地 新潟空港国際線ターミナルビル2階       | 直江津出張所       |
| 富山空港出張所                         | 富山市秋ヶ島191番地 富山空港国際線ターミナルビル2階            | 伏木富山出張所                                                 |                    |
| 小松空港出張所 食品監視課 小松空港分室 | 小松市浮柳町ヨ50番地先 小松空港ターミナルビル2階               | 金沢・七尾出張所                                               |                    |
| 名古屋検疫所                           | 名古屋検疫所                                                   | 名古屋市港区築地町11番地の1                                    | 三河・福江出張所   |
| 名古屋検疫所                           | 名古屋検疫所                                                   | 名古屋市港区築地町11番地の1                                    | 衣浦出張所         |
|                                        | 中部空港検疫所支所                                             | 常滑市セントレア1-1                                            | -                  |
|                                        | 四日市検疫所支所                                               | 四日市市千歳町5-1 四日市港湾合同庁舎3階                        | 尾鷲・勝浦出張所   |
|                                        | 清水検疫所支所                                                 | 静岡市清水区日の出町9-1 清水港湾合同庁舎4階                    | 焼津出張所         |
|                                        | 静岡空港出張所                                                 | 牧之原市坂口3336番地の4 富士山静岡空港旅客ターミナルビル       | -                  |
| 大阪検疫所                             | 大阪検疫所                                                     | 大阪市港区築港4丁目10番3号 大阪港湾合同庁舎5階                 | 敦賀出張所         |
| 大阪検疫所                             | 大阪検疫所                                                     | 大阪市港区築港4丁目10番3号 大阪港湾合同庁舎5階                 | 内浦出張所         |
| 大阪検疫所                             | 大阪検疫所                                                     | 大阪市港区築港4丁目10番3号 大阪港湾合同庁舎5階                 | 舞鶴出張所         |
| 大阪検疫所                             | 大阪検疫所                                                     | 大阪市港区築港4丁目10番3号 大阪港湾合同庁舎5階                 | 岸和田出張所       |
| 大阪検疫所                             | 大阪検疫所                                                     | 大阪市港区築港4丁目10番3号 大阪港湾合同庁舎5階                 | 和歌山下津出張所   |
| 関西空港検疫所                         | 関西空港検疫所                                                 | 泉南郡田尻町泉州空港中1番地 CIQ合同庁舎                        | -                  |
| 神戸検疫所                             | 神戸検疫所                                                     | 神戸市兵庫区遠矢浜町1番1号                                     | -                  |
|                                        | 食品監視第二課                                                 | 神戸市東灘区向洋町西1丁目 神戸税関六甲アイランド出張所5階      | -                  |
| 広島検疫所                             | 広島検疫所                                                     | 広島市南区宇品海岸3丁目10番17号 広島港湾合同庁舎3階            | 呉出張所           |
| 広島検疫所                             | 広島検疫所                                                     | 広島市南区宇品海岸3丁目10番17号 広島港湾合同庁舎3階            | 浜田出張所         |
|                                        | 広島空港検疫所支所                                             | 三原市本郷町善入寺字平岩64-31 広島空港ターミナルビル           | -                  |
| 岡山空港出張所                         | 岡山市北区日応寺1277番地 岡山空港国際線旅客ターミナルビル2階   | -                                                              |                    |
| 高松空港出張所                         | 高松市香南町岡1312-7                                           | -                                                              |                    |
| 松山空港出張所                         | 松山市南吉田町2731番地                                         | -                                                              |                    |
| 境出張所                               | 境港市昭和町9-1 境港港湾合同庁舎1階                            | 米子空港出張所                                                 |                    |
| 水島出張所                             | 倉敷市水島福崎町2-15 水島港湾合同庁舎1号館3階                  | -                                                              |                    |
| 福山出張所                             | 福山市東手城町2丁目18-3 福山港湾合同庁舎2階                    | -                                                              |                    |
| 徳山下松・岩国出張所                   | 周南市徳山港町6-35 徳山港湾合同庁舎2階                         | 宇部出張所                                                     |                    |
| 坂出出張所                             | 坂出市入船町1-6-10 坂出港湾合同庁舎2階                         | 徳島小松島出張所                                               |                    |
| 松山出張所                             | 松山市海岸通2426-5 松山港湾合同庁舎2階                         | 新居浜出張所                                                   |                    |
| 松山出張所                             | 松山市海岸通2426-5 松山港湾合同庁舎2階                         | 三島川之江出張所                                               |                    |
| 高知出張所                             | 高知市桟橋通5丁目4-55 高知港湾合同庁2階                        | -                                                              |                    |
| 福岡検疫所                             | 福岡検疫所                                                     | 福岡市博多区沖浜町8番1号 福岡港湾合同庁舎                      | -                  |
|                                        | 門司検疫所支所                                                 | 北九州市門司区西海岸1-3-10 門司港湾合同庁舎                    | -                  |
| 福岡空港検疫所支所                     | 福岡市博多区大字青木739 福岡空港国際線旅客ターミナルビル       | -                                                              |                    |
| 長崎検疫所支所                         | 長崎市出島町1-36 長崎税関内                                    | -                                                              |                    |
| 鹿児島検疫所支所                       | 鹿児島市浜町2番5-1号 鹿児島港湾合同庁舎                        | -                                                              |                    |
| 統括食品監視官付下関分室               | 下関市東大和町1-7-1 下関港湾合同庁舎                           | -                                                              |                    |
| 佐世保出張所                           | 佐世保市干尽町4-1 佐世保港湾合同庁舎                           | -                                                              |                    |
| 長崎空港出張所                         | 大村市箕島町593 長崎空港内                                     | -                                                              |                    |
| 厳原・比田勝出張所                     | 対馬市厳原町東里341-42 厳原地方合同庁舎                        | -                                                              |                    |
| 熊本空港出張所                         | 上益城郡益城町小谷1802-2 熊本空港国際線ビル                    | -                                                              |                    |
| 大分・佐賀関出張所                     | 大分市大字海原字地浜916-5 大分港湾合同庁舎                     | -                                                              |                    |
| 宮崎空港出張所                         | 宮崎市赤江 宮崎空港内                                          | -                                                              |                    |
| 鹿児島空港出張所                       | 霧島市溝辺町麓1355-4 鹿児島空港内                              | -                                                              |                    |
| 那覇検疫所                             | 那覇検疫所                                                     | 那覇市港町2丁目11番1号 那覇港湾合同庁舎2階                     | 金武・中城出張所   |
|                                        | 那覇空港検疫所支所                                             | 那覇市字鏡水150 那覇空港旅客ターミナルビル 那覇空港合同庁舎3階 | -                  |
| 石垣出張所                             | 石垣市浜崎1-1-8 石垣港湾合同庁舎2階                            | 石垣空港出張所                                                 |                    |
| 平良出張所                             | 宮古島市平良字下里1016 平良地方合同庁舎3階                     | -                                                              |                    |

## 検疫業務
検疫所では、すべての入国者に対して、サーモグラフィー等を用いて発熱等の有無を確認する検疫を行う。発熱や咳、吐き気等の症状がある、また、体調不良を訴える人に対して、健康相談も行う。滞在国によっては、医師の判断で、検疫法第二条各号に規定する検疫感染症を疑い検査を実施する。検疫感染症に感染している患者を発見した場合は、必要に応じて隔離、停留、消毒（検疫法第十四条）等の防疫措置を行う。
海港・空港の出国相談カウンターでは、渡航に関する相談やリーフレットの配布等を行い、感染症に感染しないための予防対策等の周知を行っている。インターネット上では、海外渡航者向けに、成田空港検疫所の運営するFORTHホームページにて情報提供を行っている。
また、感染症予防対策として、検疫所では黄熱等の予防接種業務も行っている。

## 黄熱予防接種について
黄熱の流行地域に入国する場合などには、国際保健規則（IHR）に則り、黄熱の予防接種証明書（イエローカード）の提示を求められることがあり、国内においては、検疫所および厚生労働省の指定する医療機関にて、黄熱ワクチンの予防接種をすることができる。

## 港湾衛生業務
検疫法第二条各号に規定する検疫感染症のうち、三号にはジカウイルス感染症、マラリア等があり、国内に常在しない感染症病原体の国内侵入を防止するためには、蚊媒介感染症の調査も重要である。そのため検疫所では、ねずみ族および虫類の侵入や定着状況を監視し、海外から来航した船舶や航空機について、検疫法第二十七条に規定する調査及び衛生措置を行っている。
捕獲したねずみ、蚊等については種の同定、病原体保有の有無の確認検査を行う。

## 船舶衛生検査業務
国際航行する船舶は、船舶を介して感染症が国際的に拡大しないように、船内の衛生状態を良好に保つよう、国際保健規則（IHR）で定められている。検疫所では、船長等からの申請に基づき船内の衛生管理状況等を確認する衛生検査を実施する。
検査官が乗船し、感染症を媒介するねずみ、蚊等の生息の有無、食品や飲料水の取扱い、船舶の各区域の衛生状態について、現場確認、乗組員への聴取等の衛生検査を行い、検査の結果、衛生管理状況が良好な場合は、船舶衛生管理免除証明書（SSCEC）を交付する。問題が認められた場合、改善措置内容を記載した船舶衛生管理証明書（SSCC）を交付する。

## 動物の輸入届出審査業務（農林水産省動物検疫所の検疫対象を除く）
日本で流行していない感染症のうち、動物が媒介する動物由来感染症の国内侵入を防ぐために、感染症の予防及び感染症の患者に対する医療に関する法律において、輸入が禁止されている動物(法第五十四条)及び動物の輸入届出制度の対象動物（法第五十六条の二）が定められている。
届出制度の対象動物については、輸入に際し届出書等を検疫所において審査する。現場確認では、届出書に記載された内容と実際の貨物が合っているか、輸入動物の健康状態に問題がないか、実際に動物を目視で確認する。また、届出書および衛生証明書と貨物の内容を確認する。
- 指定動物として輸入が禁止されている動物

　また、次に掲げる動物は同法第五十四条の定めるところにより輸入が禁止されている。
```
* 
イタチアナグマ

* 
コウモリ

* 
タヌキ

* 
ハクビシン

* 
プレーリードッグ

* ヤワゲネズミ
* 
サル
```

　ただし、サルについては感染症の予防及び感染症の患者に対する医療に関する法律第五十四条第一号の輸入禁止地域等を定める省令の一部を改正する省令において特別の規定があり、研究又は展示目的で一部地域からの輸入を申請することが可能である。
- 届出制度の対象動物

　次に掲げる動物は感染症の予防及び感染症の患者に対する医療に関する法律施行規則第二十八条の定めるところにより、届出制度の対象となるため輸入の際に届出書が必要となる。
```
* 生きた齧歯目、
兎形目
、その他の陸生哺乳類（家畜、犬、猫、アライグマ、キツネ、スカンクを除く）
* 
鳥類
（家きんを除く）
* 
齧歯目
およびうさぎ目の死体。
```

## 輸入食品監視業務（食品の検疫）
輸入者は、販売や営業を目的として使用する食品、添加物、器具、容器包装、乳幼児対象のおもちゃ（食品等）を輸入する場合、検疫所へ食品等輸入届出書の提出が必要となる。検疫所の食品衛生監視員が、食品衛生法に基づき適法な食品等であるか、届出書の審査をする。
検査が必要と判断された食品等については、命令検査（違反の蓋然性が高いとして厚生労働大臣が命ずる検査）、行政確認検査（初めて輸入される食品等や輸送途中に事故が発生した食品等の確認のために検疫所が実施する検査）を実施し、その他の食品等についても計画的なモニタリング検査（多種多様な食品等について幅広く監視するため策定された年度計画に基づき検疫所が実施する検査）を行うことにより、効率的・効果的な輸入食品の安全性を確保している。検査の結果、食品衛生法に違反していることが判明した食品等については、廃棄・積戻し・第三国輸送などの措置をとるよう指導を行う。
その他、輸入者や関係事業者に対し、輸入食品相談業務も行っている。

## 試験検査業務
検疫所の主要検査施設として、東日本と西日本にそれぞれ、横浜検疫所輸入食品・検疫検査センター、神戸検疫所輸入食品・検疫検査センターが設置されており、それ以外にも成田空港検疫所、関西空港検疫所等の検査施設にて、輸入食品等の検査、海外から侵入する感染症に関する検査を行っている。
輸入食品等については、殺虫剤などの残留農薬、抗生物質などの動物用医薬品、カビ毒や重金属などの有毒有害物質、おもちゃや飲食器具、容器包装の規格、遺伝子組換え食品、食中毒の原因となる病原微生物の検出など、理化学検査および微生物学検査を行う。
また、海港・空港において検疫を実施した時に検疫感染症に感染した疑いのあるヒ卜から採取した検体、港湾衛生業務で捕獲したねずみ、蚊等の検体について、病原体検査を行う。